# Clathrina reticulatus
Clathrina reticulatus är en svampdjursart som först beskrevs av Ernst Haeckel 1870.  Clathrina reticulatus ingår i släktet Clathrina och familjen Clathrinidae. Inga underarter finns listade i Catalogue of Life.